# Établissement public d'aménagement
Pour les articles homonymes, voir EPA.
Un établissement public d'aménagement (EPA) est en France un type d'établissement public à caractère industriel et commercial, qui consiste en une structure opérationnelle sous l'autorité de l'État ayant pour vocation de réaliser des opérations foncières et d'aménagement pour le compte de celui-ci, d'une collectivité territoriale ou d'un établissement public.
En 2010, la loi Grenelle II a autorisé le gouvernement  à – par voie d'ordonnance – rénover le code de l'urbanisme, et ce faisant à notamment  « clarifier les dispositions relatives aux établissements publics fonciers et d'aménagement et mieux distinguer le cadre juridique qui leur est applicable, en précisant leurs compétences et missions et en rénovant leur mode de gouvernance » .

## Opérations d'intérêt national
Des EPA peuvent être envisagées pour mener à bien des opérations d'intérêt national (OIN).
À ce titre, il existe plusieurs EPA pour la réalisation d'opérations plus ou moins localisées :
- à l'échelle de quartiers : les EPA de La Défense, de La Villette, Euroméditerranée, etc.
- à l'échelle de bassins de vie : EPA de Marne-la-Vallée, EPA Plaine de France, etc.
- à l'échelle d'une Métropole : l'EPA Euratlantique à Bordeaux, l'EPA de Saint-Étienne
- à l'échelle d'une région : Grand Est, Hauts-de-France, Normandie...